# L'ultimo cacciatore
L'ultimo cacciatore és una pel·lícula italiana de "macaroni combat" del 1980 dirigida per Antonio Margheriti i protagonitzada per David Warbeck i Tony King. Inicialment fet aper aprofitar l'èxit de El caçador, L'ultomo cacciatore va ser la primera pel·lícula "Euro War" ambientada durant la Guerra del Vietnam, a diferència de la Segona Guerra Mundial com totes les entrades anteriors del subgènere.
Tot i que no es va processada per obscenitat, la pel·lícula va ser apartada i confiscada al Regne Unit en virtut de la Secció 3 de la Llei de publicacions obscenes de 1959 durant el pànic del video nasty.

## Argument
Després del suïcidi del seu millor amic, el capità Harry Morris (David Warbeck) accepta una darrera missió mortal per anar darrere de les línies enemigues per destruir una torre de ràdio que està emetent propaganda contra la guerra parlada per una dona estatunidenca a les tropes americanes.

## Repartiment
- David Warbeck com el capità Henry Morris
- Tisa Farrow com a Jane Foster
- Tony King com el sergent. George Washington
- Bobby Rhodes com a Carlos
- Margit Evelyn Newton com a Carol
- John Steiner com el major Bill Cash
- Massimo Vanni com a Phillips
- Luciano Pigozzi com a barman

## Producció
A diferència del director Michael Cimino, Antonio Margheriti no volia fer una pel·lícula política que estigués a favor o en contra de la guerra del Vietnam. Només volia fer una pel·lícula de la guerra del Vietnam que fos divertida.
L'ultimo cacciatore es va rodar a les Filipines en molts dels mateixos llocs que Apocalypse Now. La pel·lícula va ser extremadament dura a causa de la calor, la vida salvatge i els accidents al plató. El director de fotografia Riccardo Pallottini va morir més tard en un accident d'helicòpter durant la producció d'una pel·lícula posterior de la guerra del Vietnam de Margheriti, Tiger Joe.

## Llançament
Quan El caçador es va estrenar a Itàlia, es va estrenar amb el títol Il cacciatore (El caçador). Quan la pel·lícula de Margheriti es va estrenar a Itàlia, es va titular Cacciatore 2, la qual cosa va portar al crític Kim Newman a comentar que això era irònic, ja que la pel·lícula era més derivada d' Apocalypse Now.

## Recepció
A partir de les crítiques contemporànies, Tom Milne del Monthly Film Bulletin va descriure la pel·lícula com un "paràsit italià que s'alimenta d' Apocalypse Now", així com la va comparar amb The Green Berets on "Les atrocitats del Vietcong dominen la pel·lícula amb el mateix gust trist, i en part perquè els conflictes ideològics es redueixen al mateix nivell de banalitat". La ressenya també comentava les escenes d'acció, que es va trobar "dirigida amb […] una vitalitat crua i sense complicacions".